# Bujoreni (gmina w okręgu Teleorman)
Bujoreni – gmina w Rumunii, w okręgu Teleorman. Obejmuje miejscowości Bujoreni, Dărvaș i Prunaru. W 2011 roku liczyła 1092 mieszkańców. 